# Вакалюк Валерій Анатолійович
Вале́рій Анато́лійович Вакалю́к  (30 вересня 1947, Житомир — 1 лютого 2021) — український майстер художньої кераміки; член Спілки радянських художників України з 1976 року.

## Біографія
Народився 30 вересня 1947 року в місті Житомирі. 1967 року закінчив відділ декоративної скульптури Львівського державного училища прикладного мистецтва імені Івана Труша; 1972 року — відділ художньої кераміки Львівського державного інституту декоративно-прикладного мистецтва. Його педагогами були Еммануїл Мисько, Дмитро Крвавич, Юрій Лащук, Зеновій Флінта. Дипломна робота — керамічно-тематичні пласти до 50-річчя утворення СРСР «Встановлення влади Рад в українському селі» (керівник Андрій Бокотей, оцінка — відмінно).
Після здобуття фахової освіти працював художником декоративно-ужиткового мистецтва у Вінницьких художньо-виробничих майстернях. Мешкав у Вінниці в будинку на вулиці Литвиненка, № 30, квартира № 16. Помер 1 лютого 2021 року.

## Творчість
Працював у галузях декоративної композиції в інтер'єрі, станкової скульптури в техніці кераміки та дерева. Серед робіт:
- «Парубки» (1969);
- «Везуть хміль» (1975);
- «Початок» (1991);
- «Князь Ігор» (2002);
- декоративне панно «Кельце» у вінницькому ресторані «Кельце» (1976);
- декоративне панно «Земля Поділля» (1982, шамот, дерево);
- ікона «Поділля», барельєфи та об'ємні мозаїки у київському ресторані «Вінничанка» з нагоди святкування 1500-річчя Києва (1982);
- декоративне панно «Подільське весілля» у Будинку урочистих подій у Вінниці (1987, шамот, дерево).

З 1976 року брав участь в обласних, всеукраїнських та всесоюзних виставках; у міжнародних виставках українського сучасного мистецтва у США, Італії, Швеції, Німеччині. Лауреат республіканських та обласних премій з декоративного мистецтва.
Твори є власністю Міністерства культури України, зберігаються у Національному музеї у Львові, Вінницькому обласному художньому музеї.